# Nejkrásnější historická sídla v Itálii
Nejkrásnější historická sídla v Itálii, italsky I Borghi più belli d'Italia, je název asociace, založené v březnu 2001 Radou pro turismus při Národním sdružení italských obcí (Associazione Nazionale Comuni Italiani, ANCI), jehož členy je více než 7 000 obcí v Itálii. Titul je udělován malým historickým sídlům, obcím a malým městům, označovaným specifickým italským termínem borgo. Původ výrazu borgo je spojován s řeckým slovem πύργος (pýrgos, tj. věž nebo pevnost), případně s germánským, respektive gótským slovem baurg či staroněmeckým burg (opevněné město, hrad). Pro udělení titulu musí dané italské sídlo splnit sedm desítek kritérií, charakterizujících jeho kulturní, stavební a historickou hodnotu. Další podmínkou je, že počet obyvatel uvedeného města či obce nesmí přesáhnout 15 000.

## Historie
Sdružení I Borghi più belli d'Italia bylo založeno v březnu roku 2001 z podnětu ANCI za účelem propagace historických míst v Itálii a podpory turistického ruchu. Inspirací a předlohou pro zakladatele se stalo sdružení Les plus beaux villages de France (Nejkrásnější vesnice Francie), které bylo založeno již v roce 1982.
V roce 2003 francouzské, italské a belgické sdružení Les Plus Beaux Villages de Wallonie (Nejkrásnější vesnice Valonska) společně položily základy pro ustavení asociace Nejkrásnější obce světa – Les Plus Beaux Villages de la Terre. K této nadnárodní asociaci přistoupily v roce 2012 podobné organizace z Japonska a kanadské provincie Québec. Později se připojily také španělská organizace Los Pueblos Más Bonitos de España, švýcarské a saské sdružení a následně i ruská asociace Самые красивые деревни России, založená v roce 2014.
Ke konci roku 2020 byl titul nejkrásnějšího sídla přiznán již 308 obcím a městečkům, případně městským částem v Itálii. V roce 2021 se tento počet zvýšil na 313.

## Nejkrásnější sídla podle regionů
Stav v srpnu 2020.

### Severní Itálie
Valle d'Aosta – Bard, Etrubles
Emilia Romagna – Bobbio, Brisighella, Castell'Arquato, Compiano, Dozza, Fiumalbo, Fontanellato, Gualtieri, Montefiore Conca, Montegridolfo, San Giovanni in Marignano, San Leo, Vigoleno

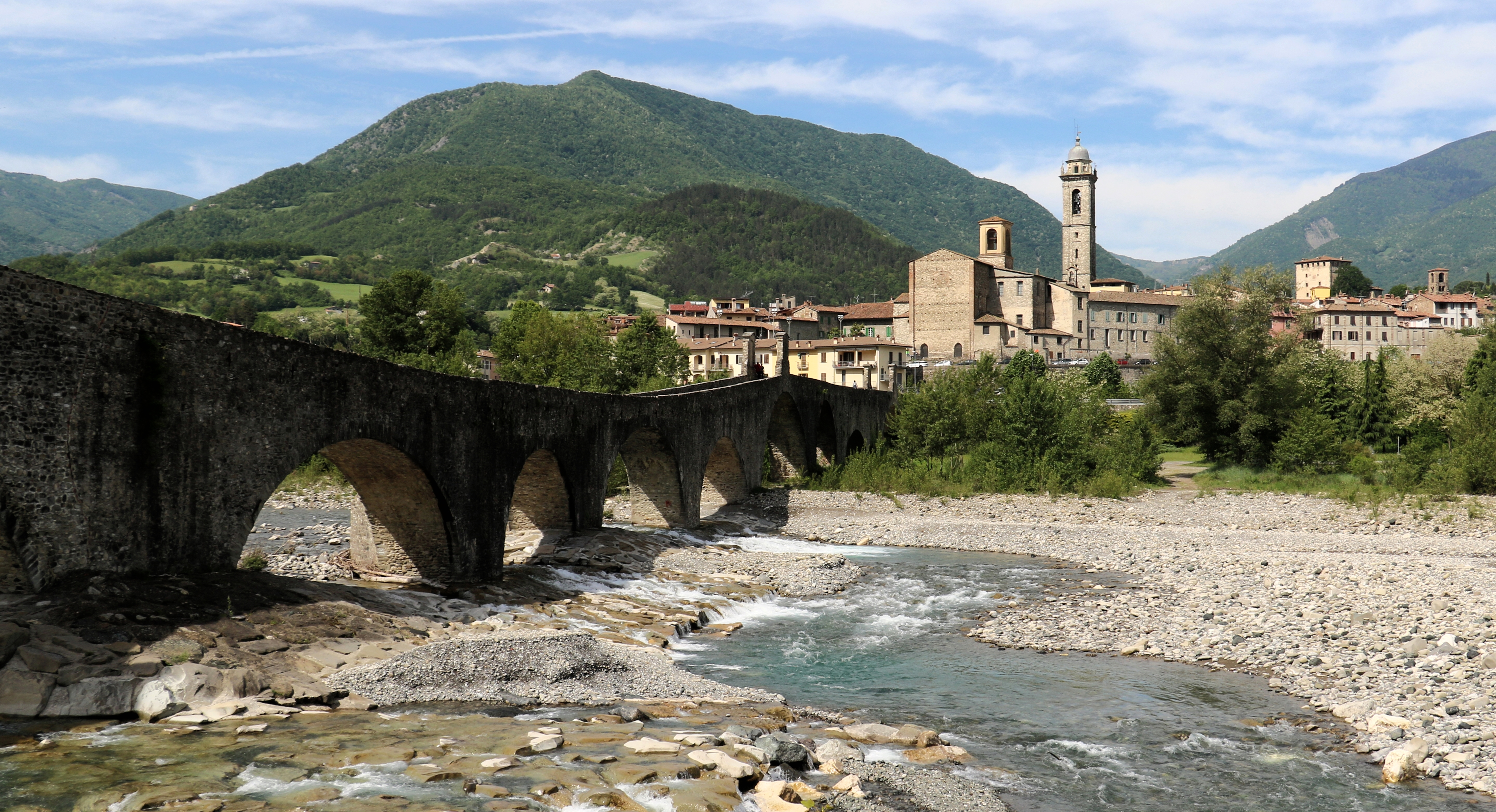
Most přes Trebbii v Bobbiu

Friuli-Venezia Giulia – Clauiano, Cordovado, Fagagna, Gradisca d'Isonzo, Poffabro, Polcenigo, Sesto al Reghena, Toppo, Valvasone Arzene

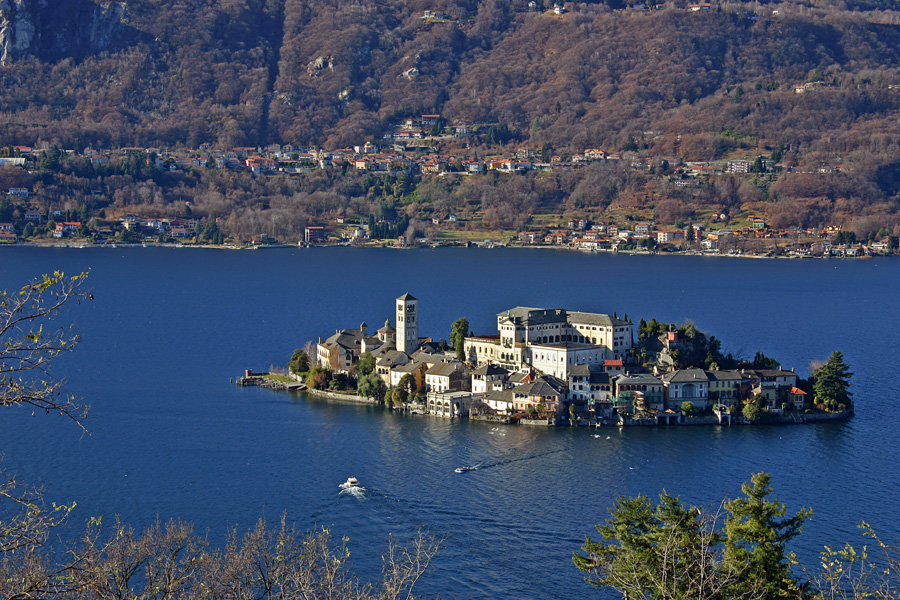
Orta San Guilio, Piemont

Piemonte – Cella Monte, Garbagna, Volpedo, Mombaldone, Cocconato. Ricetto di Candelo, Chianale, Garessio, Neive, Monforte d´Alba, Ostana, Orta San Guilio, Usseaux, Vogogna
Ligurie – Apricale, Borgio Verezzi, Brugnato, Campo Ligure, Castelvecchio di Rocca Barbena, Cervo, Colletta di Castelbianco, Deiva Marina, Finalborgo, Framura, Laigueglia, Lingueglietta, Millesimo, Moneglia, Montemarcello, Noli, Seborga, Tellaro, Triora, Varese Ligure, Vernazza, Zuccarello
Lombardie – Bienno, Cassinetta di Lugagnano, Castellaro Lagusello, Castelponzone, Cornello dei Tasso, Curiglia con Monteviasco, Fortunago, Gradella, Grazie, Gromo, Lovere, Monte Isola, Morimondo, Pomponesco, Porana, Sabbioneta, San Benedetto Po, Soncino,Tremezzina, Tremosine, Zavattarello
Trentino-Alto Adige – Canale di Tenno, Chiusa, Egna, Gorenza, Mezzano, Rango, San Lorenzo in Banale, Vipiteno
Veneto – Arquà Petrarca, Asolo, Borghetto, Cison di Valmarino, Montagnana, Portobuffolé

### Střední Itálie
Abruzzo – Abbateggio, Anversa degli Abruzzi, Bugnara, Caramanico Terme, Castel del Monte, Castelli, Città Sant'Angelo, Civitella del Tronto, Introdacqua, Navelli, Pacentro, Pettorano sul Gizio, Pietracamela, Pretoro, Rocca San Giovanni, Santo Stefano di Sessanio, Scanno, Tagliacozzo, Villalago
Lazio – Boville Ernica, Campodimele, Caprarola, Castel di Tora, Castel Gandolfo, Civita di Bagnoregio, Collalto Sabino, Greccio, Monte San Giovanni Campano, Orvinio, San Donato Val di Comino, Sperlonga, Subiaco, Torre Alfina

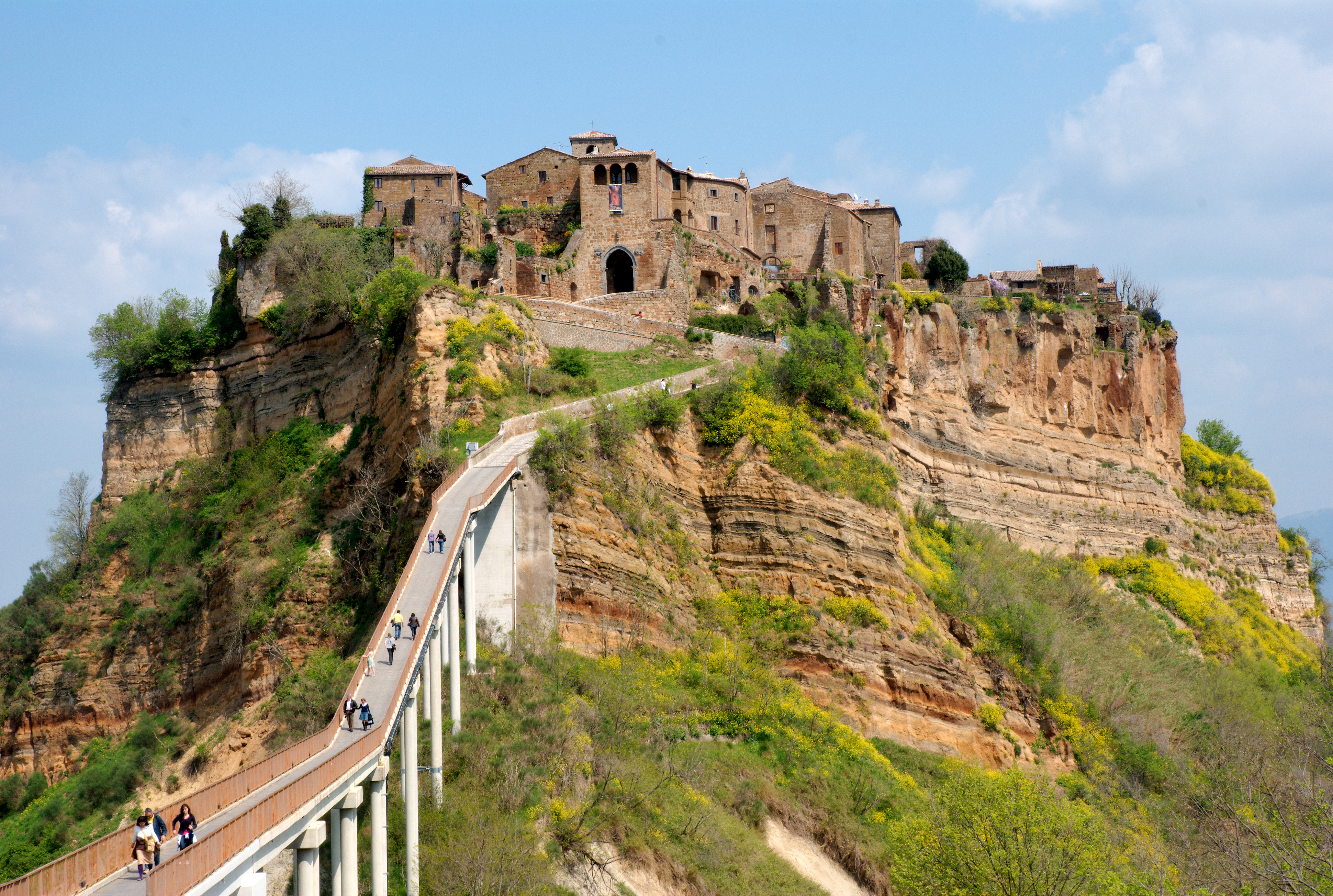
Civita di Bagnoregio, region Lazio

Marche – Cingoli, Corinaldo, Frontino, Gradara, Grottammare, Macerata Feltria, Matelica, Mondavio, Mondolfo, Monte Grimano, Montecassiano, Montecosaro, Montefabbri, Montefiore dell'Aso, Montelupone, Moresco, Offagna, Offida, San Ginesio, Sarnano, Treia, Visso
Molise – Fornelli, Frosolone, Oratino, Sepino
Toskánsko – Anghiari, Barga, Buonconvento, Castelfranco Piandiscò, Castiglione di Garfagnana, Cetona, Coreglia Antelminelli, Giglio Castello, Loro Ciuffenna, Montemerano, Montescudaio, Pitigliano, Poppi, Porto Ercole, San Casciano dei Bagni, Santa Fiora, Scarperia San Piero, Sovana, Suvereto

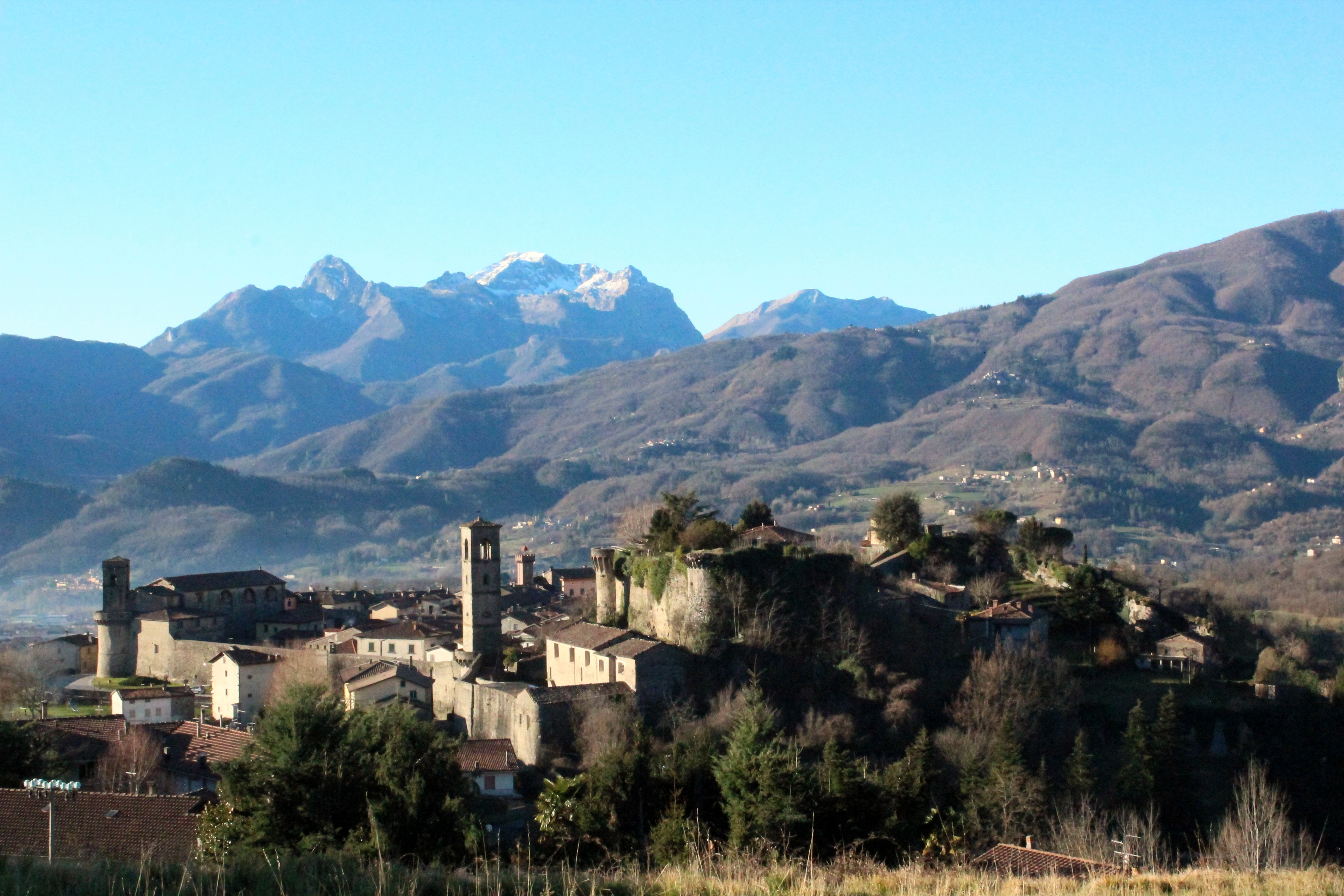
Castiglione di Garfagnana v Toskánsku

Umbrie – Acquasparta, Arrone, Bettona, Bevagna, Borgo Sant'Antonio, Castiglione del Lago, Citerna, Corciano, Deruta, Giove, Lugnano in Teverina, Massa Martana, Monte Castello di Vibio, Montefalco, Montone, Norcia, Paciano, Panicale, Piediluco, San Gemini, Spello, Stroncone, Torgiano, Trevi, Vallo di Nera

### Jižní Itálie

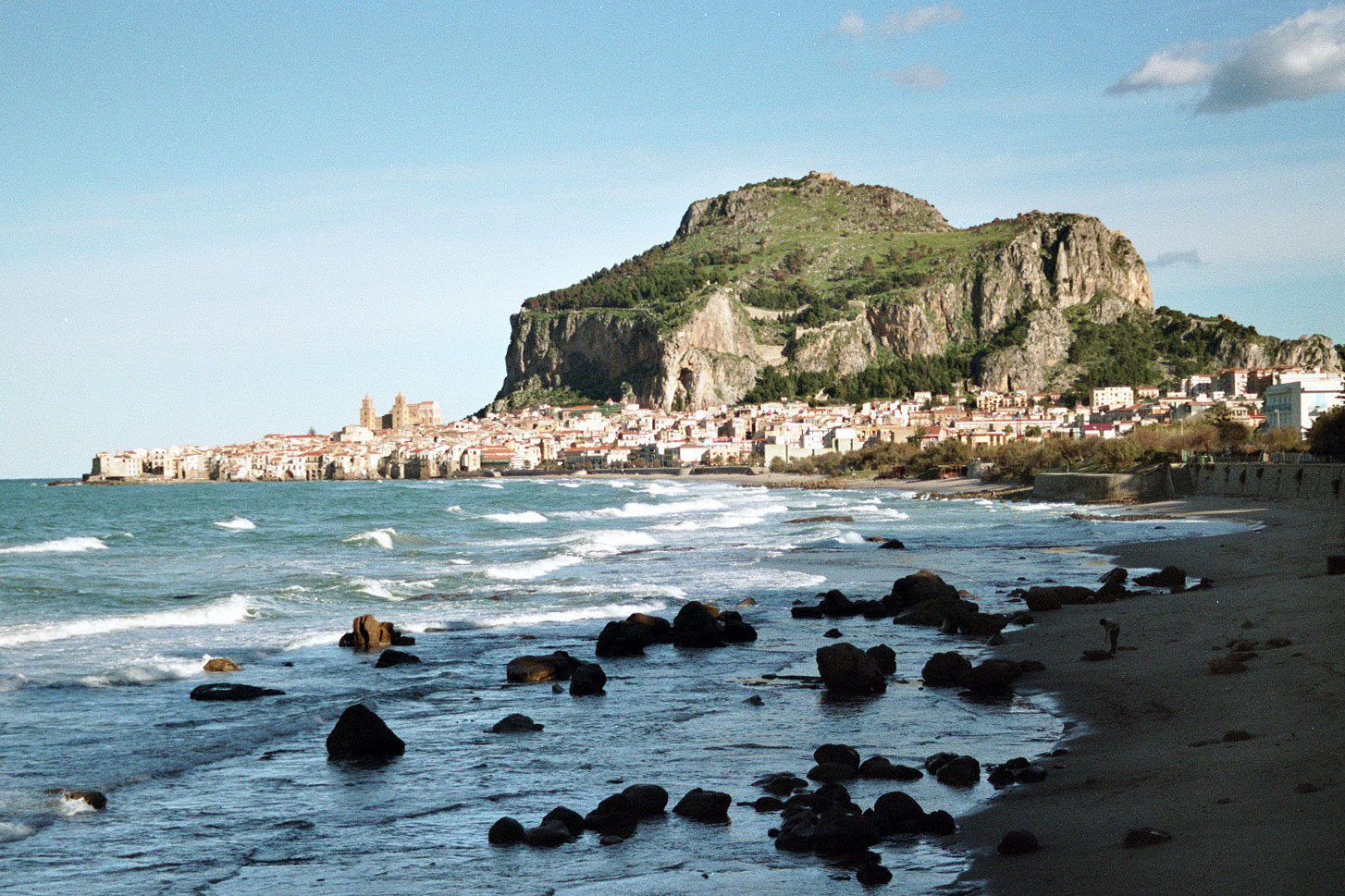
Cefalù na severním pobřeží Sicílie

Apulie – Alberona, Bovino, Cisternino, Locorotondo, Otranto, Pietramontecorvino, Presicce, Roseto Valfortore, Specchia, Vico del Gargano
Basilicata – Acerenza, Castelmezzano, Guardia Perticara, Pietrapertosa, Venosa, Viggianello
Kalábrie – Aieta, Altomonte, Bova, Buonvicino, Caccuri, Chianalea, Civita, Fiumefreddo Bruzio, Gerace, Morano Calabro, Oriolo, Rocca Imperiale, Santa Severina, Stilo
Kampánie – Albori, Atrani, Castellabate, Conca dei Marini, Furore, Montesarchio, Monteverde, Nusco, Savignano Irpino, Summonte, Tropea, Zungoli
Sardinie – Atzara, Bosa, Carloforte, Castelsardo, Posada, Sadali
Sicílie – Castelmola, Castiglione di Sicilia, Castroreale, Cefalù, Erice, Ferla, Gangi, Geraci Siculo, Militello in Val di Catania, Montalbano Elicona, Monterosso Almo, Novara di Sicilia, Palazzolo Acreide, Petralia Soprana, Salemi, Sambuca di Sicilia, San Marco d'Alunzio, Savoca, Sperlinga, Sutera, Troina